# Mary Edith Durham
Mary Edith Durham (London 8. prosinca 1863. - London, 15. studenoga 1944.), je bila britanska antropologinja, slikarica, znanstvena ilustratorica, spisateljica, putopiskinja i kolekcionarka (tekstil). Proslavila se svojim antropološkim opisima Albanaca i običaja u Albaniji početkom 20. stoljeća.

## Životopis
Mary Edith Durham rođena je u dobrostojećoj i brojnoj obitelji srednje klase i bila je najstarija od devetero djece (tri brata i šest sestara) majke Mary, čiji je otac, William Ellis, bio istaknuti ekonomist i prijatelj J. S. Milla
i istaknutog londonskog kirurga Arthura Edwarda Durhama. Edith Durham, doma su je zvali Dickie, je pohađala Bedford College u Londonu (1878. – 1882.), koji je osnovan 1849. godine kao prva visoka škola za žene u Ujedinjenom Kraljevstvu. Kako je Edith bila nadarena za crtanje i slikanje, nastavila je studij na Kraljevskoj akademiji umjetnosti u Londonu (Royal Academy of Arts (RA). Svoje akvarele je izlagala na brojnim izložbama, a svojim brojnim detaljnim crtežima doprinijela je izdanju sveska Prirodopisa Sveučilišta Cambridge o vodozemcima i gmazovima (1899.).
Nakon očeve smrti preuzela je brigu o bolesnoj majci. Bilo je to iscrpljujuće iskustvo koje je, pospješeno jednoličnom svakodnevnicom (dok su braća i sestre ostvarili zavidne profesionalne karijere; brat Herbert (1866. – 1945.) na polju medicine, sestra Florence Margaret (1869. – 1948.) na polju genetike) dovelo Edith do ruba živčanog sloma. 

### Krstarenje hrvatskom obalom
Kad joj 1895. umire otac Edith se kao najstarija od devetero braće i sestara morala posvetiti njezi bolesne majke. Možemo samo nagađati što je najdarovitijem djetetu za umjetnost u porodici značilo biti vezan za kuću, dok je gledala kako joj braća i sestre ostvaruju profesionalne karijere. Kako je bila kreativna i osoba slobodnog duha, takvo stanje ju je dovelo na rub živčanog sloma. Edith to vrijeme opisuje kao „beskrajne godine sive monotonije“   i „bijeg se činio beznadnim“. Na sreću, liječnik koji je razumio njezino stanje propisao je najneobičniji lijek: dva mjeseca izletničkog odmora svake godine. Godine 1900., prvi put u životu, Edith je u društvu prijateljice otišla u inozemstvo i krenula u nepoznato, na krstarenje istočnom obalom Jadrana, od Trsta do Kotora, a onda dalje kopnom do Cetinja, prijestolnice Crne Gore. Znajući da je pomorsku prometnu liniju Trst-Kotor održavao Austrijski LLoyd, čiji je najbolji parobrod na toj pruzi od 1895. bio Graf Würmbrand, vjerojatno je Edith putovala tim brodom i pristala u: Puli, Malom Lošinju, Zadru, Šibeniku, Splitu, Hvaru, Korčuli i Dubrovniku.
Već za vrijeme prvog putovanja oduševljava se promjenama, s ugodom iščekujući susret s Dalmacijom: "Zemljom s obiljem maraskina i praška protiv kukaca". Dalmacija ju je zabljesnula ljupkim krajobrazom i očarala šarolikošću jezika.
„Zajedno s prijateljicom ukrcala sam se u austrijski Lloydov parobrod u Trstu i s velikom nadom, ali oslabljena zdravlja, započela sam putovanje lukama istočnog Jadrana. Provlačeći se kroz labirint svjetloljubičastih otočića postavljenih u neusporedivo plavom i blistavom moru; dodirujući svaki dan drevne gradiće gdje se čudni jezici govore i još čudnija odjeća nosi, počela sam osjećati da bi život, nakon svega, mogao biti vrijedan življenja i očaravajući Bliski Istok me osvojio“. Dok je bila u Zadru posjetila je Arbanase (Borgo Erizzo), tražeći nagovještaj onoga što je očekivala sresti na putovanju. Arbanasi, međutim, nisu ispunili njezina nadanja i predodžbu koju je imala o Albaniji. U svojem dnevniku zabilježila je prvi slavenski grad koji je posjetila. Bio je to Split. Zabilježila ga je u hrvatskom obliku, kao Spljet. "...my letter was dated Spljet, the Slav form of the name". Dubrovnik spominje više puta pod imenom Ragusa, gdje je velika većina stanovništva katoličke vjere: "The vast majorita of Ragusa is Catholic." Online zbirka fotografija British Museuma sadrži fotografije koje je Edith Durhan snimila u Dubrovniku (Vrata od Pila), (Mala Onofrijeva česma), Korčuli, Šibeniku, Zadru, Puli.

## Edit Durham: antropologinja, humanitarka, ratna dopisnica

### Antropologinja
Antropologija je u vrijeme Edith Durham poticala slučajne putnike po egzotičnim zemljama u sakupljanju antropoloških predmeta i Edith Durham je postala priznata antropologinja iz hobija. Postala je stručnjak za jezike i kulturu Balkana. Prije pojave E. Durham se o Albaniji u Engleskoj znalo jako malo. Postojalo je djelo "Putovanje kroz Albaniju i druge turske zemlje s Lord Byronom" John Cam Hobhousa koje je nastalo kao plod njegovih putovanja iz 1809. Njegovi se opisi, međutim, ne mogu usporedbi s realističkim, bez uljepšavanja opisima plemenskih zakona, života, običaja običnih ljudi iz gorštačkih plemena sjeverne Albanije, sa svim njihovim manama i vrlinama,  koje je prva Britanka koja je kročila na tlo "Highlandera" opisala u knjizi "High Albania". Predmeti, koje je kupovala ili dobivala na poklon u razdoblju 1900. – 1912., su danas izloženi u British Museumu, Pitt Rivers Museumu (Oxford), Bankfield Museumu i Horniman Museumu. Za svaki je predmet na kartici osobno napisala osnovne informacije o njegovom porijeklu i uporabi. S reputacijom stručnjakinje za Balkan održala je mnoga predavanja na Royal Anthropological Institute, na kojem je bila članica Savjeta i imenovana prvom ženom na važnoj dužnosti dopredsjednice Instituta.

### Humanitarka
E. Durham je putovala Balkanom u vrijeme brojnih ustanaka gorštačkih albanskih plemena, Ilindenskog ustanka u Makedoniji (1903.), urušavanja Otomanskog Carstva i Balkanskih ratova. Pokazala je veliku empatiju prema ugroženom stanovništvu kojemu je pružala pomoć u hrani i novcu. Stalno se obraćala britanskoj javnosti kako bi Britance senzibilizirala za skupljanje dobrovoljnih priloga. Bila je i aktivna u organizaciji Crvenog križa i vodila je dvije bolnice koje su zbrinjavale izbjeglice, u Ohridu i albanske izbjeglice u Crnoj Gori. Dok je radila u poljskim bolnicama u Podgorici, Durham se priklanja ekstremističkim pacifističkim idejama, pa je za vrijeme Prvog svjetskog rata odbila raditi za Crveni križ: "Liječeći ljude da se vrate na front nisam samo produljivala rat, nego sam pomagala i poticala ratne strahote i morala sam prestati to raditi."

### Ratna reporterka
Edith Durham je bila i ratna reporterka. Iako uoči Prvog svjetskog rata Velika Britanija nije imala naročitog interesa za Zapadni Balkan, imala je važnu ulogu u donošenju zajedničkih odluka velikih sila. Iz tog je razloga za Albance bilo važno imati podršku nekog Britanca, a to je bila E. Durham, koji bi im pružio potporu i svojim svjedočenjem informirao britansku diplomaciju, istaknute pojedince, humanitarne organizacije, preko novina i javno mnijenje o teškom položaju Albanaca. U svim pismima i novinskim člancima E. Durham inzistira na priznavanju prava na neovisnu Albaniju. O ratnim događajima je izvješćivala za Manchester Guardian, The Times, “Near East”, “The Nations”, “New Times and Ethiopia News”, “The Adriatic Review” itd.

## M.E. Durham, Balkan i balkanski narodi
Na Balkanu je pronašla smisao života. Edith nije bila osoba koja će slijediti utabane staze, već odlučna u otkrivanju nepoznatog, u oblikovanju osobnog pogleda na politike i društva zemalja koje je posjećivala i s kojima se na koncu i poistovjećivala. Iskrena i čestita, mijenjala je svoje stavove u skladu s razvojem događaja između 1900. i 1914., što joj je priskrbilo brojne neprijatelje među balkanskim stručnjacima u Engleskoj, a za vrijeme Prvog svjetskog rata dovelo ju je u sukob s cijelom domaćom zajednicom.
Koliko su ju njezini suvremenici (ne)uvažavali, Rebecca West, a osobito Durhamova burna prepiska sa Seton-Watsonom (koja se čuva u School of Slavonic and East European Studies u Londonu), otkrivaju kako balkanska gungula može zaraziti i osobe koje se bave Balkanom. 
Isprva pristalica Srbije i balkanskih Slavena i kritičarka Otomanskog Carstva. Međutim, kada razotkriva ekspanzionističke ciljeve Srbije i Crne Gore, postaje strastvena braniteljica albanske neovisnosti

## Djela
- Through the lands of the Serb, 1904.
- The Burden of the Balkans, 1905.(engl.)
- High Albania, 1909.(engl.)
- The Struggle for Scutari (Turk, Slav and Albanian), 1914.(engl.)
- Twenty Years of Balkan Tangle, 1920.(engl.)
- The Serajevo crime, 1925.
- Some tribal origins, laws, and customs of the Balkans, 1928.
- Albania and the Albanians: selected articles and letters, 1903-1944,  ed. by Bejtullah Destani (I. B. Tauris, 2001)
- The Blaze in the Balkans; selected writings, 1903-1941 ed. by Robert Elsie and Bejtullah D Destani (I. B. Tauris, 2014)

## Vanjske poveznice
- Robert Elsie:writer, translator, interpreter and specialist in Albanian studies.(engl.)
- British Museum, Dubrovnik: Vrata od Pila, snimila Durham 1900.-1905. (pristupljeno 26. svibnja 2018.)(engl.)
- British Museum, Dubrovnik: Mala Onofrijeva česma, snimila Durham 1900.-1905.(pristupljeno 26. svibnja 2018.)(engl.)
- Calderdale Collects, artikal "par čarapa", poklon čovjeka iz plemena Gruda za E. D. (pristupljeno 28. svibnja 2018.)(engl.)
- Calderdale Collects, bilješka E. Durham za artikal "par čarapa" (pristupljeno 28. svibnja 2018.)(engl.)